# 文化史
文化史是研究一个时期或一个地区的精神文化生活的科学。文化史不直接讨论政治或国家的历史，在文化史中，一个特定的年代或日期较于政治史不十分重要。在文化史中，重要的因素是语言、文學、藝術、宗教、制度和科技等。
文化史的开始可以追溯到18世纪，当时启蒙运动（其代表人伏尔泰）相信人类文化的发展和不断的进步，19世纪的雅各·布克哈特也是代表人物之一。

## 新文化史
1970年代-1980年代開始，西方的文化史開始有了新的發展，這個新的發展又被稱作新文化史。
其發展主要來自幾個方面的影響刺激：
- 文化人類學，尤其詮釋人類學學者，克里福得·葛茲（Clifford Geertz）對文化深層敘述（thick description）的概念的影響。
- 米歇爾·傅柯的文化史研究。尤其是對於權力概念的討論。
- 文學批評理論，主要是敘事跟符號理論，後來後現代主義理論逐漸成為強勢的主流。

其主要特色，是對於傳統的文化史敘述方式有所改變，更重視探討隱藏於各種文化事物表面之下的深層意義。而對於歷史中的敘述資料，也更重視其背後隱藏的文化內含、價值而不僅看其本身所傳達的內容。也因此，在傳統文化史被最不受關注的政治史，也可以用新的詮釋方式，來研究政治行為中隱含的表演、背後的文化價值等。
新文化史相關的重要概念包括：權力、意識型態、階級、認同、族群、表演、歷史記憶、傳統的發明等。

## 时间
- 古代文化史
- 近代文化史
- 现代文化史

## 地域
- 西方文化史
  - 欧洲文化史
  - 美国文化史
- 东方文化史
  - 中国文化史
  - 台灣文化史
  - 印度文化史
  - 日本文化史

## 学科
- 文学史
- 艺术史
- 宗教史
- 生活史
- 科学史
- 哲学史
- 圖書史